# Cala Gat
Cala Gat és una petita cala i nucli de població situat al nord-est de Mallorca, a prop de Cala Rajada, al municipi de Capdepera. La cala, envoltada de penya-segats i boscos de pins, la fan una destinació popular tant per a banyistes com per a amants del submarinisme i el senderisme.
Cala Gat és una cala de dimensions reduïdes, amb aproximadament 50 metres de longitud i 15 metres d'amplada. S'ha especulat que el seu nom prové dels gats que habiten la zona, però és una opció descartada pels lingüistes, i l'associen amb més probabilitat amb el gat ver o per descriure accidents geogràfics o característiques de la costa, com penya-segats o formes rocoses singulars. A aquest indret comparteixen nom els topònims de la punta i el faralló de Cala Gat.
Cala Gat ha estat un punt important per a les activitats marítimes de la zona. Les naus tragineres aprofitaven la seva protecció natural per refugiar-se en dies de mala mar, mentre que l'embarcador principal de Cala Rajada gestionava el trànsit de mercaderies. També s'ha indicat que era un punt destacat per a les parades d'almadraves, tant és així que l'explotació es subhastava de manera privada entre els pescadors.
El nucli de població es consolidà a partir de la dècada de 1970, amb segones residències i un hotel. A poca distància es troba el far de Capdepera, un lloc emblemàtic amb vistes panoràmiques de la costa. També és a prop la històrica sa Torre Cega, propietat de la família March, una residència amb un parc botànic i una col·lecció d'escultures contemporànies que es poden visitar.